# Metropolia Nueva Segovia
Metropolia Nueva Segovia – jedna z 16 metropolii kościoła rzymskokatolickiego na Filipinach. Została erygowana 29 czerwca 1951.

## Diecezje
- Archidiecezja Nueva Segovia
  - Diecezja Baguio
  - Diecezja Bangued
  - Diecezja Laoag
  - Prałatura terytorialna Batanes

## Metropolici
- Santiago C. Sancho (1951-1966)
- Juan C. Sison (1966-1981)
- José Tomás Sánchez (1982-1986)
- Orlando Beltran Quevedo (1986-1998)
- Edmundo Madarang Abaya (1999-2005)
- Ernesto Antolin Salgado (2005-2013)
- Marlo Mendoza Peralta (od 2013)